# Corte Franca
Corte Franca är en kommun i provinsen Brescia i regionen Lombardiet i Italien. Kommunen hade 7 156 invånare (2018).